# نادي لوغو
نادي لوغو الرياضي (بالإسبانية: Club Deportivo Lugo) نادي كرة قدم من مدينة لوغو بإسبانيا. تأسس في 8 يوليو 1953 وينشط في دوري الدرجة الثانية الإسباني.

## وصلات خارجية
- موقع النادي الرسمي